# Шишова Катерина Володимирівна
Шишова Катерина Володимирівна (13 вересня 1978) — російська ватерполістка.
Учасниця Олімпійських Ігор 2004 року. Бронзова медалістка Чемпіонату світу 2003 року.